# Primera División de voleibol 1974-75
La temporada 1974/1975 de la Liga Nacional de Voleibol fue la XI edición de la competición. Tuvo como campeón al Atlético de Madrid.

## Clasificación
| Pos | Equipo                         | J  | G  | P  |
| --- | ------------------------------ | -- | -- | -- |
| 1   | Atlético de Madrid             | 18 | 17 | 1  |
| 2   | Real Madrid                    | 18 | 16 | 2  |
| 3   | Montemar Alicante              | 18 | 13 | 5  |
| 4   | C.E. Hispano Francés Barcelona | 18 | 10 | 8  |
| 5   | F.C. Barcelona                 | 18 | 10 | 8  |
| 6   | Academia José Antonio          | 18 | 8  | 10 |
| 7   | Son Amar Palma                 | 18 | 6  | 12 |
| 8   | Grupo Covadonga                | 18 | 6  | 12 |
| 9   | Universitario Valladolid       | 18 | 3  | 15 |
| 10  | Calasancio Sevilla             | 18 | 1  | 17 |

- Datos: Q16591206